# Oosoma
Oosoma es un  género de coleópteros adéfagos de la familia Carabidae.

## Especies
- Oosoma gyllenhalii (Dejean, 1829)
- Oosoma semivittatum (Fabricius, 1798)